# Дилленс, Жюльен
Жюльен Дилленс (фр. Julien Dillens; 8 июня 1849[…], Антверпен — 24 декабря 1904[…], Сен-Жиль) — бельгийский скульптор.

## Биография
Родился в 1849 году в Антверпене в семье художника Хендрика Жозефа Дилленса (1812—1872). Учился ремеслу скульптора у Эжена Симониса в Королевской академии изящных искусств Брюсселя. В 1887 году получил бельгийскую Римскую премию за скульптуру вождя галлов, взятого в плен римлянами.
В 1889 году Дилленс, за представленные скульптуры, был награждён медалью на Всемирной выставке в Париже. С таким же успехом участвовал в парижской Всемирной выставке и в 1900 году. 
В Брюсселе из работ Дилленса можно увидеть Аллегории Четырёх континентов и Аллегории Четырёх искусств (фламандского, немецкого, античного и искусства и искусства в промышленности), а также несколько памятников и отдельных статуй. 
Скончался Дилленс 1904 году в брюссельском пригороде Сен-Жиль.
В Брюсселе ему установлен памятник.

## Галерея

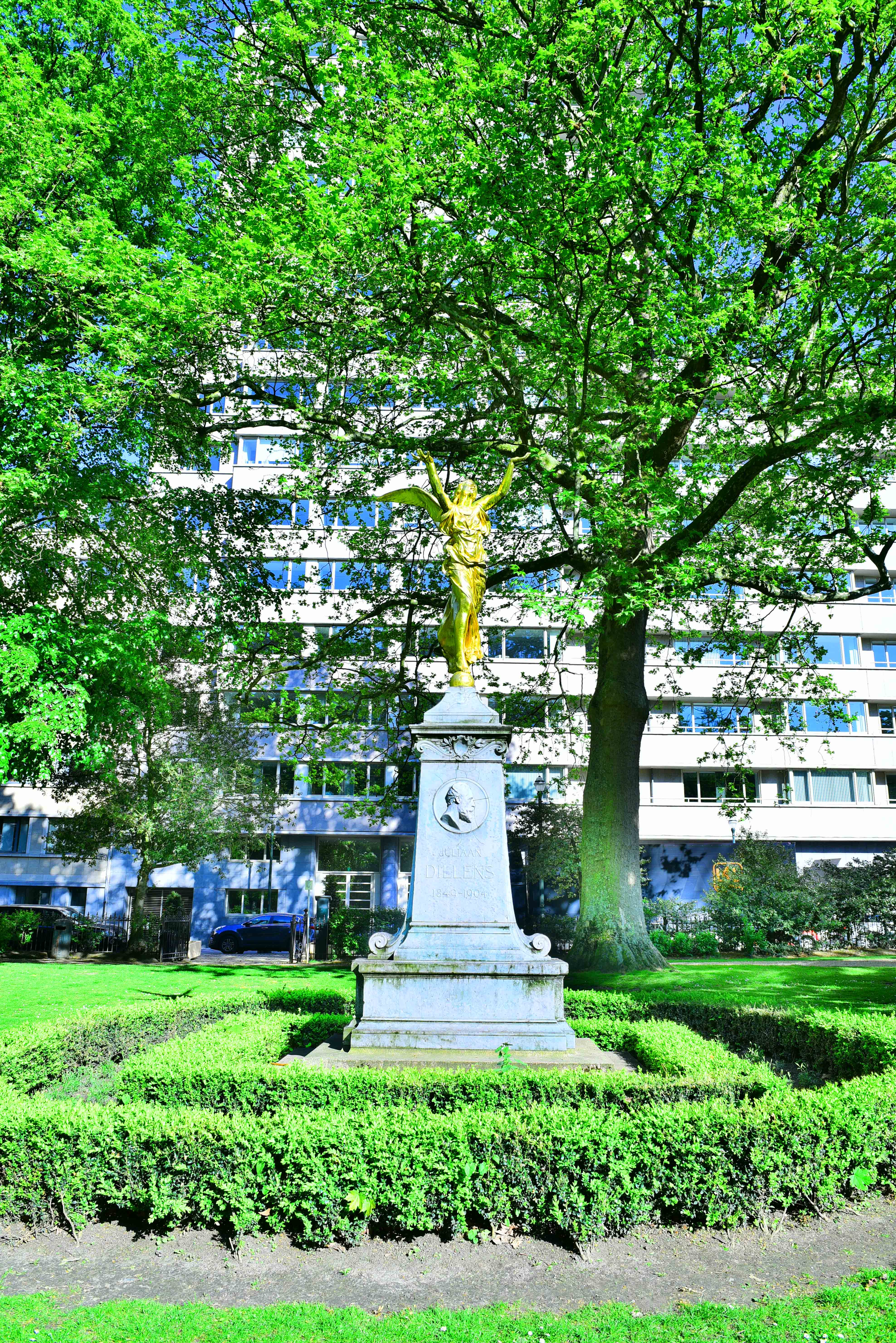
Памятник Жюльену Дилленсу, Брюссель
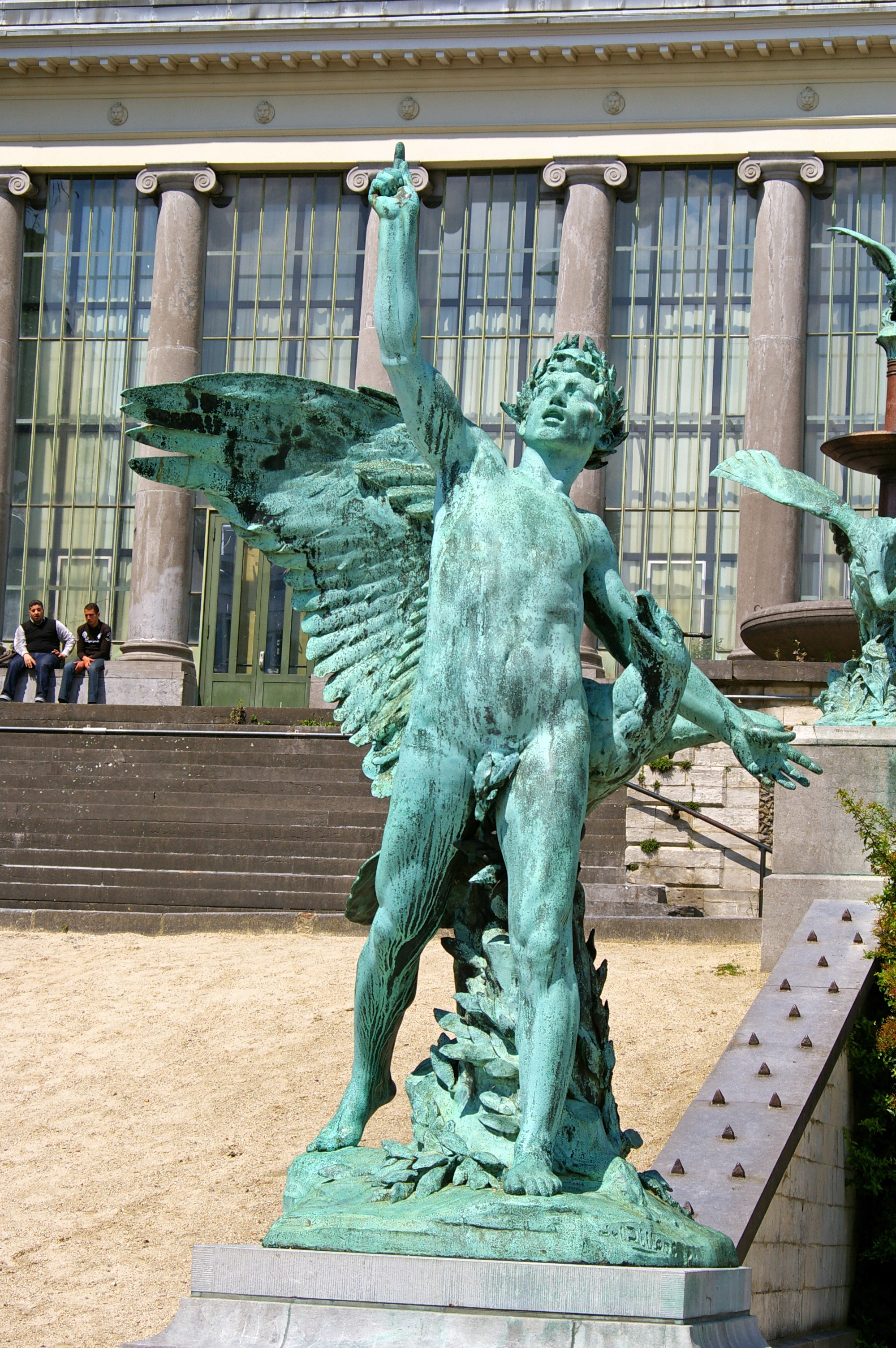
Лавр, Брюссельский ботанический сад
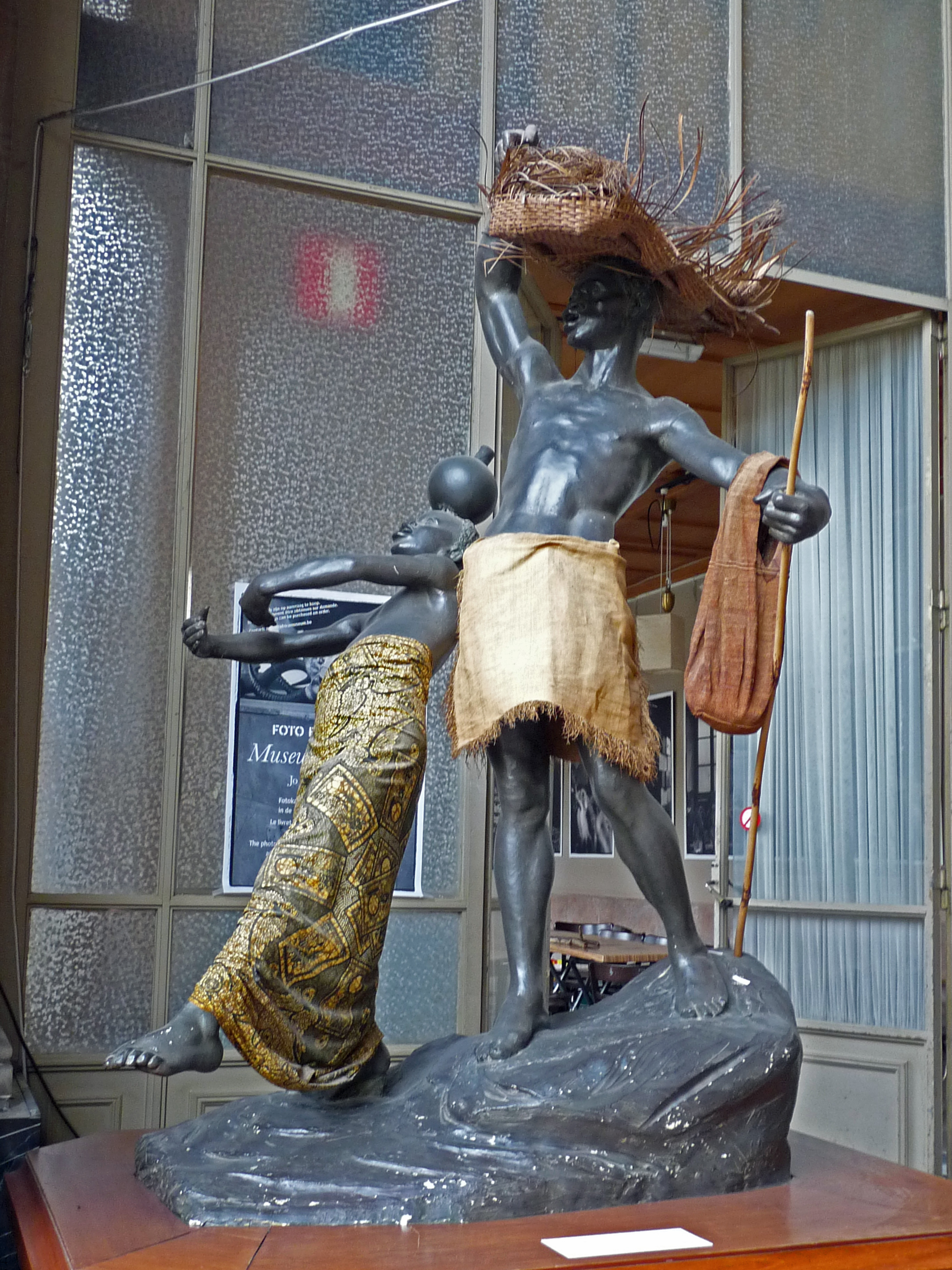
Носильщики, 1897, Королевский музей Центральной Африки, Тервюрен